# 岡山県道465号大平山坂田線
岡山県道465号大平山坂田線（おかやまけんどう465ごう おおひらやまさかたせん）は、岡山県瀬戸内市から備前市に至る一般県道である。

## 概要
瀬戸内市邑久町虫明と備前市鶴海を結ぶ。

### 路線データ
- 起点：瀬戸内市邑久町虫明（岡山いこいの村付近）
- 終点：備前市鶴海（岡山県道418号鶴海港坂田線終点）
- 総延長：4.5 km

## 歴史
- 1995年（平成7年）7月1日 - 岡山県告示第426号により認定される。
- 2004年（平成16年）11月1日 - 邑久郡邑久町が瀬戸内市に移行したことにより起点の地名が変更される（邑久郡邑久町虫明→瀬戸内市邑久町虫明）。

## 地理

### 通過する自治体
- 瀬戸内市
- 備前市

### 交差する道路
| 交差する道路                                   | 市町村名 | 交差する場所 | 交差する場所 |
| ---------------------------------------------- | -------- | ------------ | ------------ |
| 岡山県道397号寒河本庄岡山線 / 岡山ブルーライン | 瀬戸内市 | 邑久町虫明   | 大平山IC     |
| 岡山県道418号鶴海港坂田線                      | 備前市   | 鶴海         | 終点         |

### 沿線
- 岡山いこいの村
- 大平山野鳥の森
- 瀬戸内市市民の森